# Matronae Gratichae
Die Matronae Gratichae sind Matronen, die einzig bezeugt sind durch eine Inschrift eines verlorenen Votivsteins aus Euskirchen aus der Römischen Kaiserzeit, vermutlich aus der Kernzeit der rheinischen Matronenverehrung des 2. bis 3. Jahrhunderts.

„Matronis Gratich() C(aius) Firmin(ius) / Amandus [p]ro s(e) a(nimo) l(ibente) v(otum) s(olvit)“

Der Votivstein wurde 1663 in Euskirchen neben zwei weiteren Votivsteinen gefunden, die den Matronen Ratheiheis und Caimineis gestiftet waren. Alle drei Steine sind in der Zeit nach der Auffindung verschollen. Hermann Crombach hat den Fund in seiner „Geschichte der Stadt Köln und Umland“ verzeichnet.
Die überlieferte Sequenz des Beinamens Gratich ist nach Günter Neumann mutmaßlich ein Nominalstamm germanisch *grat- mit einer tektalen Suffix-Erweiterung auf ahi oder -ihi. Er vergleicht, beziehungsweise stellt den rekonstruierten Wortstamm zu den althochdeutschen und mittelhochdeutschen Belegen graz = „Sprossen, Schößlinge, junge Zweige von Nadelholz“. Ferner fügt Neumann dazu noch den Beleg des mittelhochdeutschen Neutrums grazzach = „junges Gesproß von Nadelholz“ an. Dazu führt er zahlreiche ahd. und mhd. Substantive an, die diese Suffixe aufweisen und beispielsweise Pflanzen bezeichnen wie ahd. brāmahi = „Brombeerdickicht“ oder dornahi, farnahi = „Gestrüpp“ und Orts- oder Stellennamen wie ahd. steinahi = „steiniges Land“, bruohhahi „Sumpfgewässer“; Bildungen, die bis in heutige Flur- oder Ortsnamen fortsetzen (Rispach, Stockach, Viechtach). Neumann leitet den Beinamen daher von einem Flurnamen ab, der „Platz, wo junges Nadelgehölz steht“ bedeutet.